# Peter Keckeis
Peter Keckeis (* 21. Dezember 1920 in Basel; † 25. März 2007 in Küsnacht) war ein Schweizer Verleger.

## Leben und Werk
Peter Keckeis war der Sohn des aus Basel stammenden Buchhändlers, Schriftstellers und Verlagsleiters Gustav Keckeis und der Regina, geborene Barth. Nach dem Zweiten Weltkrieg verkehrte Keckeis in den katholisch-linksintellektuellen Kreisen der «Alpbacher Freunde» um den österreichischen Verleger Fritz Molden.
Zusammen mit seinen Kollegen und Mitstreitern wie Otto F. Walter, Friedrich Witz, Martin Hürlimann, Max Haupt, Bruno Mariacher oder Carl Ludwig Lang gelang es Keckeis, den Schweizer Verlagen über die Grenzen des Landes hinaus wieder Beachtung und Anerkennung zu verschaffen.
Innert kurzer Zeit baute Keckeis das Verlagshaus Benziger von einem katholisch ausgerichteten Universalverlag zum profilierten Unternehmen für zeitgenössische Schweizer Literatur aus und knüpfte systematisch Kontakte zu neuen Autoren, aber auch zu Buchhändlern, literarischen Agenten, Übersetzern und Herausgebern.
Als erster Verleger gab Keckeis die frühen Kriminalromane von Friedrich Dürrenmatt heraus sowie die Bücher von Clemens Mettler, Kuno Raeber oder Walter Matthias Diggelmann. Keckeis ebnete vielen skandinavischen Autoren wie Per Olof Sundman, Eyvind Johnson oder Dea Trier Mørch den Weg zum deutschsprachigen Leser.
Keckeis war ab 1975 Verleger und Geschäftsmitglied der Huber & Co. AG in Frauenfeld. Auch für diesen Verlag konnte er interessante Autoren verpflichten. So veröffentlichten u. a. Alfred A. Häsler, Jeanne Hersch, Arthur Honegger, Gertrud Wilker oder Laure Wyss ihre Bücher fortan dort. Nach seinem Ausscheiden aus der Huber & Co. AG 1984 war Keckeis u. a. für den Buchverlag der Neuen Zürcher Zeitung tätig.
In Zusammenarbeit mit Ernst Scheidegger brachte Keckeis auch vielbeachtete Kunstbücher, u. a. über Willy Guggenheim, Wilfried Moser, Hans Erni und Félix Vallotton, heraus.
Keckeis arbeitete jahrelang an der Geschichte des europäischen Kinderbuches. Es sollte sein eigentliches Lebenswerk werden.